# Благов, Юрий Евгеньевич
Благов Юрий Евгеньевич (род. 1959) — кандидат экономических наук, доцент кафедры стратегического и международного менеджмента Санкт-Петербургского государственного университета, директор программы «Управление проектами в области социального предпринимательства», директор Центра корпоративной социальной ответственности им. ПрайсвотерхаусКуперс, автор более 50 публикаций на русском и английском языках.

## Биография
Закончил экономический факультет ЛГУ в 1981 году по специальности «Политическая экономия». На том же факультете защитил в 1987 году кандидатскую диссертацию.
Преподавал в Калифорнийском университете в Беркли (1998), в Университете Аалто в Хельсинки (2009-2010), в Московской школе управления в Сколково (2010). В 2004 году был отмечен ведомственной наградой Минобрнауки — Почётный работник высшего профессионального образования Российской Федерации.
С 2003 года состоит членом редакционной коллегии в «Российском журнале менеджмента». С 2009 года является ответственным редактором в Вестнике Санкт-Петербургского университета (серия «Менеджмент»).
С 2013 года является членом Экспертного совета по вопросам развития социального предпринимательства Комитета по экономической политике, инновационному развитию и предпринимательству Государственной Думы Федерального Собрания РФ.
Осуществлял руководство международными конференциями — член программного комитета V всемирного конгресса Международной ассоциации бизнеса, экономики и этики (ISBEE) в Варшаве в 2012 году, председатель программного комитета Ежегодной научной конференции Европейской ассоциации этики бизнеса (EBEN) в Санкт-Петербурге в 2006 году и др.
Статья «Corporate philanthropy in Russia: evidence from a national awards competition», написанная Благовым в соавторстве с А. Петровой-Савченко, стала лауреатом премии Ассоциации авторов издательства Emerald «За выдающееся мастерство» 2013 г. в номинации «Лучшая статья».
Среди основных научных интересов — корпоративная социальная ответственность, социальное предпринимательство.

## Выборочная библиография
Монографии:
- Корпоративная социальная ответственность: эволюция концепции. СПб.: Изд-во «Высшая школа менеджмента». 2010.
- Наука и космос: стратегия ГМК. Л.: Изд-во Ленинградского ун-та. 1991 (соавт. с В. А. Деминым).

Международные и национальные научные доклады:
- Review of UN Global Compact LEAD pilot phase. The Academy of Business in Society (EABIS), PRME, Ashridge Business School. January 2013 (Head of the SPbU GSOM research group).
- Аналитическое исследование корпоративной благотворительности компаний в России. В сб.: Практики компаний в области благотворительности и социальных инвестиций. М.: Форум доноров, 2011 (соавт. с А. А. Савченко).
- Аналитический доклад по результатам исследования People Investor 2009. В сб.: People Investor 2009: Инновационный подход к бизнесу в условиях кризиса. М.: Ассоциация менеджеров, 2010 (руков. авт. колл.; автор гл. 3).
- Доклад о социальных инвестициях в России 2008: интеграция КСО в корпоративную стратегию / Под общ. ред. Ю. Е. Благова, С. Е. Литовченко, Е. А. Ивановой. М.: Ассоциация менеджеров, 2008 (руков. авт. колл.; автор гл. 1).

Статьи в научных журналах:
- Corporate philanthropy in Russia: evidence from a national awards competition // Corporate Governance: The International Journal of Business in Society. 2012. Vol. 12. Issue 4. P. 534—547 (co-authored with A.A.Petrova-Savchenko).
- Корпоративная социальная деятельность российских компаний: к выходу первого сборника бизнес-кейсов // Вестник С.-Петерб. ун-та. Сер. Менеджмент. 2012. Вып. 3. С. 106—127 (соавт. с И. В. Гладких).
- Responsible leadership and «shared value» — the new Russian experience // EuroCharity Yearbook 2011/12: Leadership for sustainability. 2012. P. 80-81.
- Нефинансовая отчетность: раскрытие информации о выполнении обязательств // Экономическая наука современной России. 2012. № 2 (57). С. 118—130 (соавт. с А. А. Петровой-Савченко).
- Р. Эдвард Фримен и концепция заинтересованных сторон // Вестник С.-Петерб. ун-та. Сер. Менеджмент. 2012. Вып. 1. С. 109—116.
- Анализ практики лидеров корпоративной благотворительности в России 2007—2009 гг. // Российский журнал менеджмента. 2011. Т. 9. № 2. С. 27-48 (соавт. с А. А. Савченко).
- Corporate responsibility and emerging markets // Corporate Governance: The International Journal of Business in Society. 2011. Vol. 11. Issue 4. P. 308—312 (co-authored with G Lenssen, D.Bevan).
- Эволюция концепции КСО и теория стратегического управления // Вестник С.-Петерб. ун-та. Сер. Менеджмент. 2011. Вып. 1. С. 3-26.
- Корпоративная социальная ответственность: вызовы управленческому образованию // Вестник С.-Петерб. ун-та. Сер. Менеджмент. 2010. Вып. 2. C. 143—161.
- Социальное предпринимательство: проблемы типологии // Вестник С.-Петерб. ун-та. Сер. Менеджмент. 2010. Вып. 3. С. 109—114 (соавт. с Ю. Н. Арай).
- Корпоративная социальная ответственность в России: уроки национального доклада о социальных инвестициях // Российский журнал менеджмента. 2009. Т. 7. № 1. С. 3-24 (соавт. с Е. А. Ивановой).
- Генезис концепции корпоративной социальной ответственности // Вестник С.-Петерб. ун-та. Сер. Менеджмент. 2006. Вып.2. С. 3-24.
- История бизнеса как путь познания. Рецензия на книгу: Chandler A. D., Jr. Inventing the electronic century: the epic story of the consumer electronics and computer industries. The Free Press, 2001 // Российский журнал менеджмента. 2005. Т. 3. № 4. С. 169—177.
- Концепция корпоративной социальной ответственности и стратегическое управление // Российский журнал менеджмента. 2004. Т.2. № 3. С. 17-34.